# Monticchiello
Monticchiello est une frazione de la commune de Pienza dans la province de Sienne en  Toscane (Italie). 

## Géographie
Le hameau comptait une population de 213 habitants en 2011. Sa partie médiévale (le Borgo), constituant le village en lui-même,    se situe au sommet d'une colline du val d'Orcia à une altitude de 500 m dominée par les ruines du château.

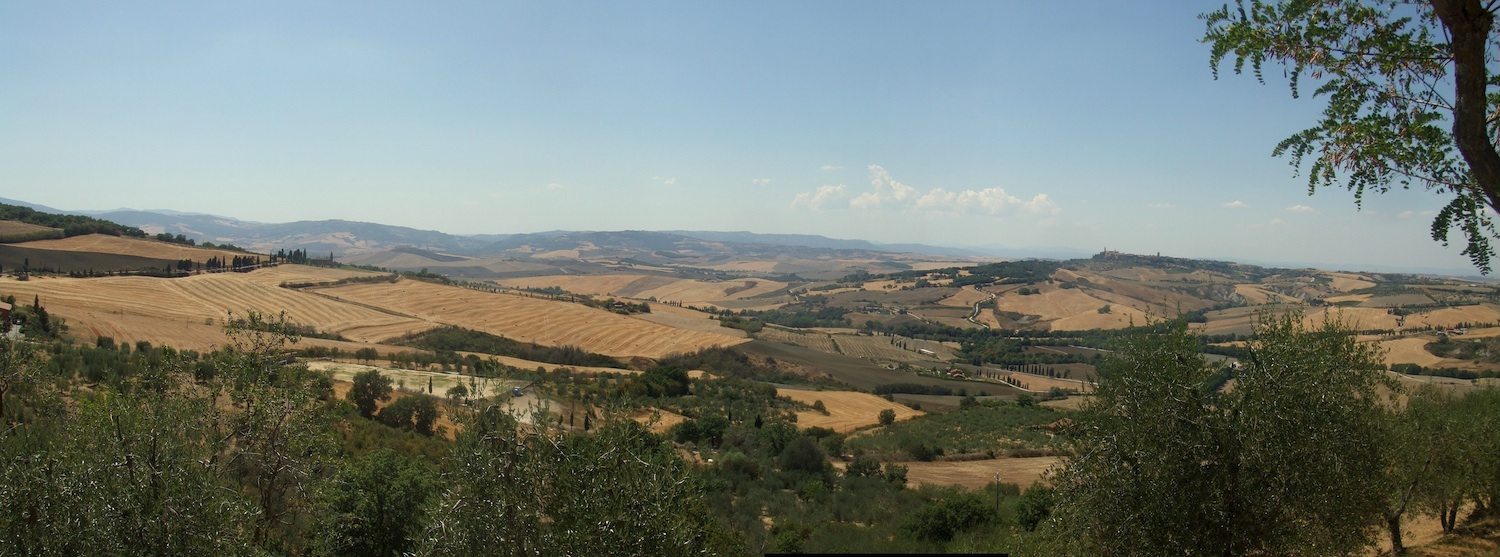
Panorama des collines du Val d'Orcia depuis la porte Sant'Agata.

## Histoire
Monticchiello apparaît pour la première fois sur un document officiel en 973 quand le marquis Lamberto Aldobrandeschi le donne en gage. En 1175, la commune de Sienne y exerçait déjà une influence politique et en 1208 l'annexion est effective, la souveraineté  siennoise se consolide avec la guerre de 1229-1235. Pendant cette guerre, Monticchiello est dévasté par les gens d'Orvieto.
Monticchiello était une base importante de l'organisation militaire des confins siennois. Des documents, datant de 1250, attestent de délibérations pour la réparation des murailles et de la construction du cassero. En 1265 Monticchiello est désigné comme château de frontière. Peu de temps après à cause de la crise de gouvernement gibelin siennois, Montichiello est occupé le chef guelfe Donosdeo Tolomei (1268-1271).
Retourné sous l'autorité de la république de Sienne au cours des années 1300, le cassero est agrandi et restauré et subit, pendant la seconde moitié du XIVe siècle, subit les assauts des compagnies di ventura.
En 1442 sont rédigés les premiers statuts en langue vulgaire de Monticchiello devenu un important centre agricole avec des propriétaires fortunés et une organisation financière et domaniale efficace. 
Un artisanat se développe dans la construction et le textile. 
En 1502 le château est pris par César Borgia et la garnison anéantie. 
Monticchiello, qui eut un important rôle pendant le conflit entre Sienne et Florence, serait tombé sous l'assaut des forces adverses en mars 1553.
L'architecte militaire Iacopo Fusti Castriotto da Urbino, présent lors du siège, évoque le sito gagliardissimo (site vigoureux)  de Monticchiello dans son ouvrage sur la Fortification de la cité
et se serait inspiré de cette expérience
Récupéré par les forces françaises et siennoises, Monticchiello est à nouveau reconstruit. 
Le  3 avril 1559 la guerre se termine par le traité de Cateau-Cambrésis, les troupes françaises abandonnent la Toscane et toutes les forteresses du Val d'Orcia se soumettent aux Médicis. Monticchiello est remis au duc Cosme Ier de Toscane le 15 août 1559. 
Au cours du XVIIe siècle, le château tombe en ruine, la garnison démantelée et les murs en partie détruits. 
Le 6 avril 1944, se déroule à Monticchiello « un fait d'armes » connu sous le nom de « battaglia di Monticchiello » où un groupe d'une soixantaine de partisans mit en fuite un escadron de 450 miliciens de la Garde républicaine fasciste  constituée après le 8 septembre 1943.

## Économie et manifestations
- Tourisme
- La position collinaire est propice au développement de l'agriculture et de la viticulture ;
- Monticchiello est aussi connu pour son teatro povero créé par Jerzy Grotowski, donné en spectacle de juillet à août, Piazza della Commenda près de la Pieve :
  - en 2011, du 23 juillet au 14 août : Argelide.
  - en 2012, du 21 juillet au 14 août : Palla avvelenata (it) (invoquant notre jeu équivalent de la balle au prisonnier).
  - en 2013, du 20 juillet au 14 août : Maestoso, Allegretti con incubi.

## Sites particuliers
- La pieve dei Santi Leonardo e Cristoforo a Monticchiello (it),  de style romano-gothique qui contenait la Madonna di Monticchiello de Pietro Lorenzetti (aujourd'hui conservée au musée diocésain (it) de Pienza) et qui possède encore quelques traces de fresques du Trecento (celles des épisodes de la vie de San Gherardo di Villamagna).
- Le château médiéval.
- La Porta Sant'Agata donnant sur les collines du Val d'Orcia.
- L'église Santa Maria della Spina dans la campagne environnante.

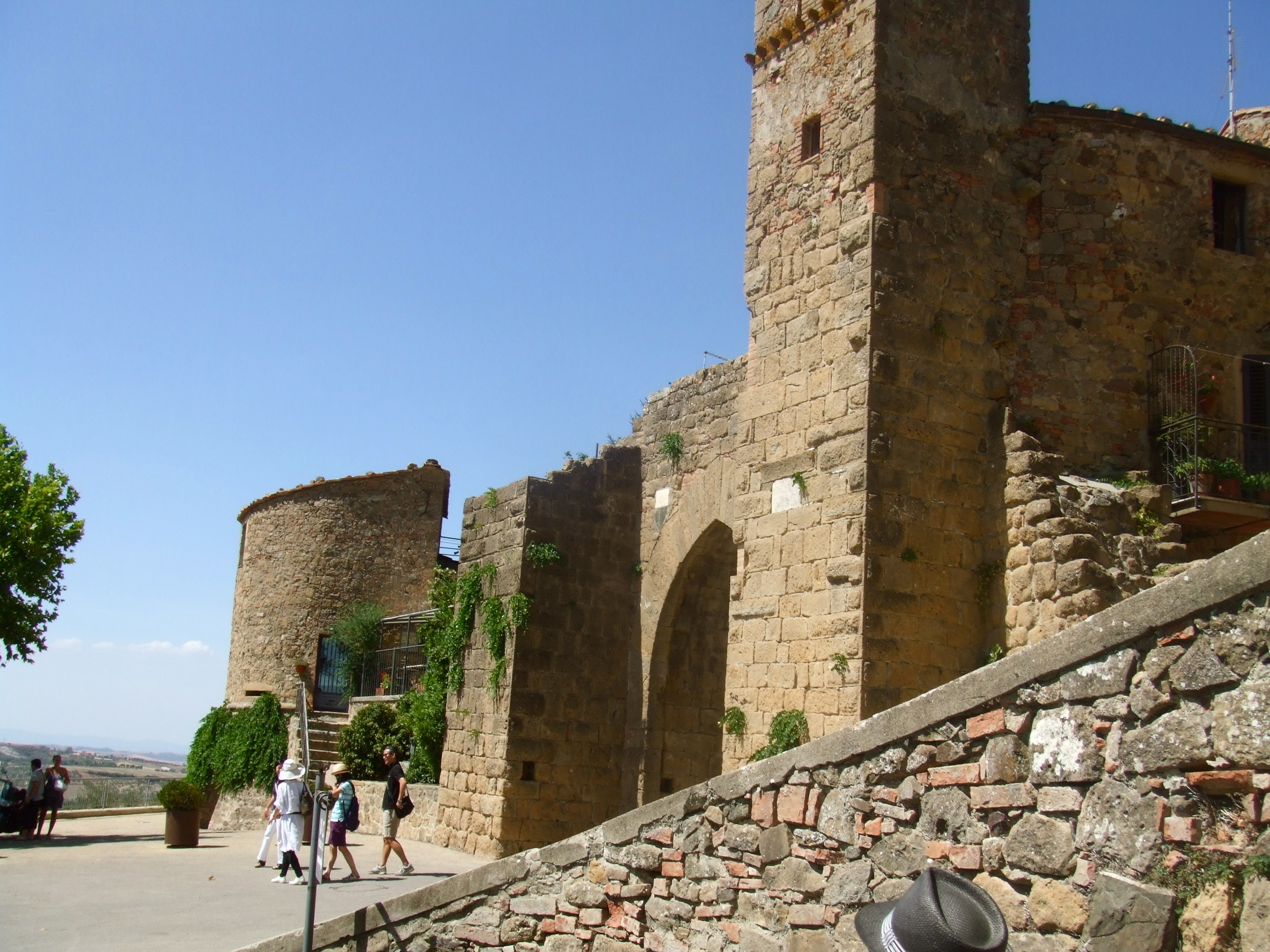
Porta Sant'Agata.
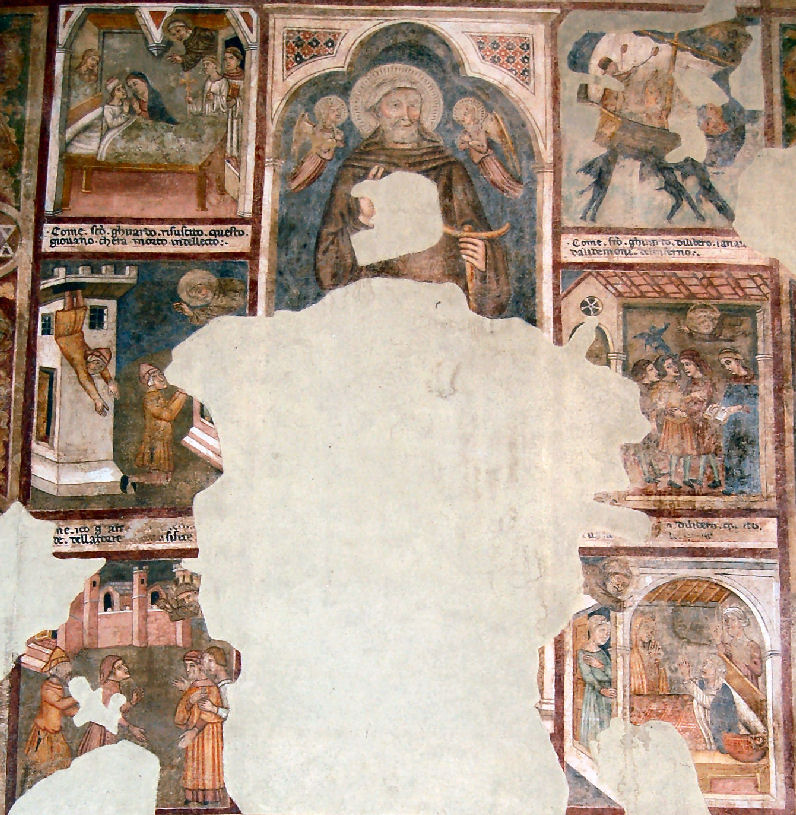
Fresque de la Pieve.
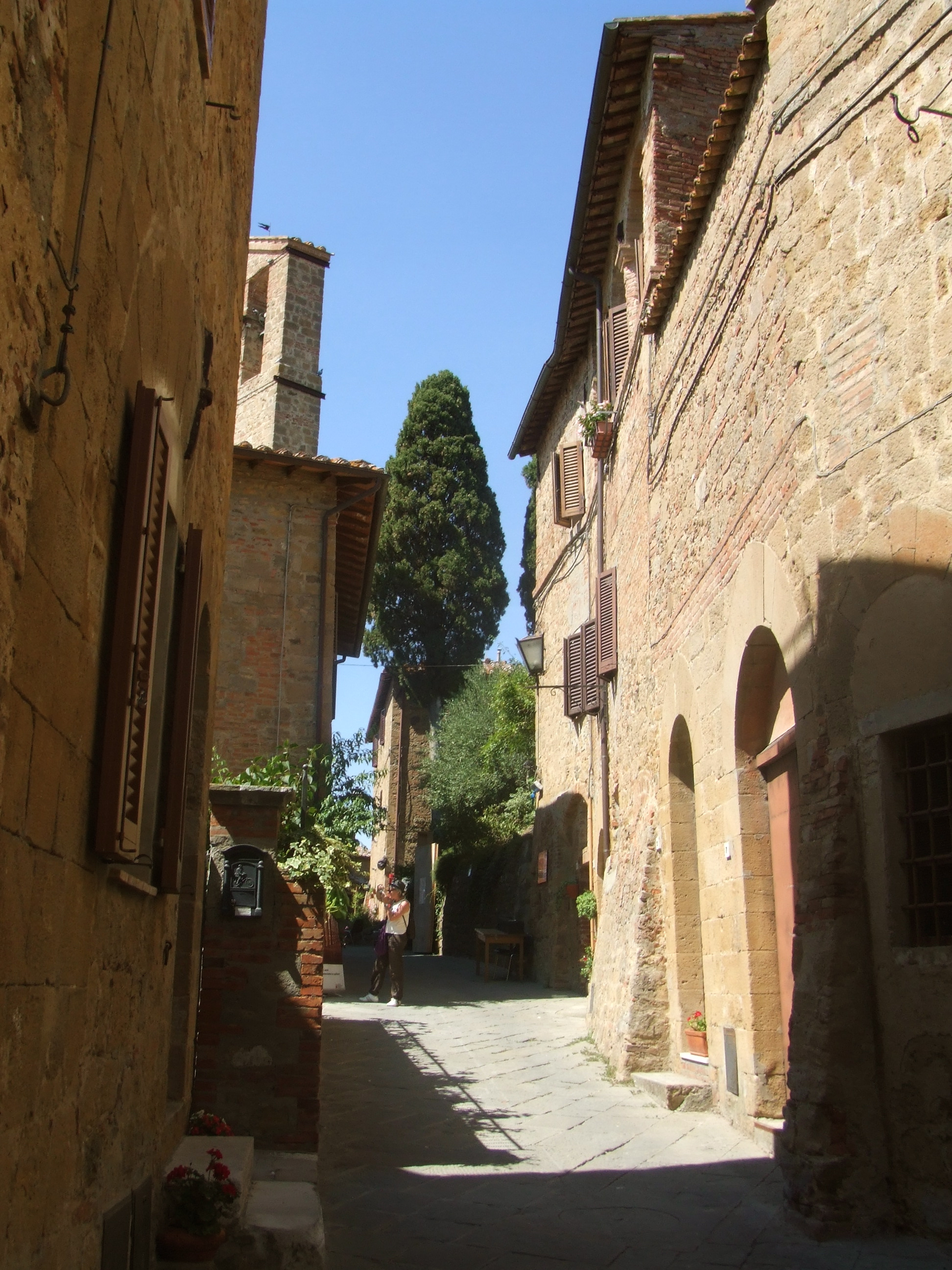
Rue de la cité.